# Gil Bao
Antoni Gil Bao es un historietista español, que trabajó también para el mercado exterior.

## Biografía
Gil Bao fue uno de los muchos dibujantes que se encargó de continuar la exitosa serie El Capitán Trueno en los años sesenta.
Desde 1971 hasta el inicio de los años 90, trabajó para la Disney danesa, ilustrando cómics de muchos de los personajes de la compañía.

## Obra
| Años | Título                | Guionista   | Tipo       | Publicación                                          |
| ---- | --------------------- | ----------- | ---------- | ---------------------------------------------------- |
| 1964 | El Pirata Enmascarado | Víctor Mora | Monografía | Bruguera: Héroes, núm 50 / El Capitán Trueno, núm. 5 |
| 1966 | El Capitán Trueno     |             | Serie      | El Capitán Trueno Extra                              |